# Los Angeles Force
Los Angeles Force ist ein US-amerikanischer Fußballklub mit Sitz in Los Angeles im Bundesstaat Kalifornien, der in der National Independent Soccer Association spielt.

## Geschichte
In Kooperation mit dem USL-League-Two-Franchise und der NISA wurde im August 2019 der Klub als eines der ersten Teams der neu eingeführten Fußballliga vorgestellt. In der Herbst 2019 Saison stieg die Mannschaft des Klubs dann in den Spielbetrieb ein und erlangte hier mit 11 Punkten gleich auch den ersten Platz der West Coast Gruppe. In der West Coast Championship traf man dann auf den California United Strikers FC, unterlag diesem aber spät nach Elfmeterschießen mit 3:5. Die Saison Frühjahr 2020 wurde dann in einer kompletten Tabelle ausgetragen, nach zwei gespielten Partien für den Klub, wurde diese Spielzeit bedingt durch die COVID-19-Pandemie erst komplett unter- und dann abgebrochen.
Die Herbst 2020 Saison wurde dann wieder ausgetragen und hier erlangte man in der Western Conference gegen zwei weitere Mannschaften jedoch nur einen Punkt. An den Playoffs nahm man dann aber trotzdem teil und schaffte es hier auf Platz 1 seiner Gruppe auch ins Halbfinale. Dort unterlag man aber dem späteren Meister Detroit City FC mit 0:1. Die Frühjahr 2021 Saison wurde dann mit dem NISA Legends Cup begonnen, welchen das Team mit einem Sieg und einer Niederlage abschloss, dadurch reichte es knapp nicht in die dortige Endrunde. In der anschließenden Phase 2, erreichte man nach acht Spieltagen mit 18 Punkten den zweiten Platz und damit auch die Teilnahme am Saisonfinale. Im Halbfinale gelang hier dann auch ein 3:2-Sieg über den Chattanooga FC, womit man dann im Finale wieder auf den Detroit City FC traf. Aber auch diesmal verlor man am Ende mit 0:1.
Die Spielzeit Herbst 2021 begann dann mit dem NISA Independent Cup, bei welchem der Klub mit sechs Punkten aus drei Partien, am Ende der Sieger der West Coast Region wurde. In der anschließend ausgetragenen Regular Season, reichte es am Ende immerhin noch mit 30 Punkten für den dritten Platz. Durch unglückliche Umstände konnte der Klub zudem in dieser Saison nur ein einziges Heimspiel bestreiten, womit die Zuschauerzahlen über die gesamte Saison im sehr niedrigen dreistelligen Bereich waren.
Die Saison 2022, wurde dann nun erstmals über das gesamte Jahr ausgetragen und mit zehn Punkten nach elf Spieltagen, befand man sich zu dieser Zeit außerhalb der Playoffs. Auch nach dem durch den Rückzug des Bay Cities FC nötig gewordenen Änderungen in den Aufteilungen der Staffeln, konnte man sich nicht gut genug verbessern und verpasste am Ende mit einem siebten Platz erstmals die Playoffs.